# International Young Physicists' Tournament
O Torneio Internacional de Jovens Físicos (International Young Physicists' Tournament ou simplesmente IYPT) é um dos mais importantes torneios científicos jovens do planeta.
Trata-se de uma competição realizada anualmente em local itinerante. Em 2012, o torneio foi disputado em Bad Saulgau, Alemanha e, em 2013, será sediado pela cidade de Taipei, Taiwan.

## História
O IYPT originou-se do YPT (Young Physicists' Tournament), competição idealizada pelo professor Evgeny Yunosov, da Faculdade de Física da Universidade de Moscou. O primeiro YPT foi sediado em Moscou, União Soviética em 1979. No ano seguinte, o criador da competição publicou na então importante revista moscovita Kvant a estrutura do Physics Fight e o torneio tomou o formato conhecido atualmente. Em 1988, em comemoração à 10.ª edição do YPT, equipes de alguns países do leste-europeu foram convidadas para participar de Physics Fights na cerimônia de encerramento daquela edição do YPT. Organizado inteiramente em russo, tal embate é considerado até hoje o primeiro IYPT, acrescentando o caráter internacional a esta imponente competição. Devido ao caráter não-oficial da primeira edição do IYPT, até hoje diversos países como a URSS, a Bulgária e a Polônia consideram-se vencedores da primeira edição do torneio internacional, fato que talvez nunca possa ser comprovado oficialmente.

## Problemas
Todos os anos o Comitê Organizador Internacional decide sobre 17 problemas a serem resolvidos. Os problemas são provenientes de várias disciplinas da física e podem ser interdisciplinares.
Os problemas não são tarefas que podem ser resolvidas rapidamente como em uma prova, eles demandam meses de preparação e pesquisa e podem ter várias resoluções de acordo com o caminho seguido pela equipe.

## Sessões de competição: Physics Fights
O grande diferencial do torneio é que, ao invés das provas tradicionais, são realizadas sessões denominadas Physics Fights (PFs). Os PFs são divididos em três ou quatro rodadas de acordo com o número de equipes envolvidas.
A cada rodada, as equipes se revezam entre os diferentes papéis apresentados a seguir:
- Equipe Relatora - apresenta a essência da solução do problema, procurando atrair a atenção da audiência para as principais ideias, conceitos e teorias envolvidos e para as conclusões obtidas.
- Equipe Oponente - critica o relator, apontando imprecisão no entendimento do problema e nas soluções apresentadas, bem como identificando os seus pontos positivos. Aponta erros cometidos ou aspectos importantes ausentes na solução apresentada, discutindo tais pontos com a equipe relatora.
- Equipe Avaliadora - apresenta uma avaliação dos prós e contras do desempenho do relator e do oponente.
- Equipe Observadora - nas sessões com quatro times, uma das equipes assume o papel de observadora, sem função ativa.

Cada rodada tem duração aproximada de 50 minutos. Após isto, há um intervalo para a próxima rodada e as equipes trocam de função.

### Desenrolar de cada rodada de um PF
Cada rodada de um PF consiste na apresentação e discussão de um dos problemas previamente propostos para o IYPT do ano corrente. Cabe ao presidente de sessão mediar o debate, seguindo os passos detalhados a seguir:
- A equipe oponente desafia a equipe relatora a apresentar um determinado problema. A equipe relatora aceita ou rejeita o desafio sucessivamente, até que seja determinado o problema a ser apresentado. (2 minutos)
- A equipe relatora prepara a sua apresentação da resolução do problema. (5 minutos)
- A equipe relatora faz a sua apresentação. (12 minutos)
- A equipe oponente questiona a equipe relatora. (2 minutos)
- A equipe oponente prepara a sua apresentação sobre o trabalho do time relator. (3 minutos)
- A equipe oponente faz a sua apresentação. (4 minutos)
- As equipes relatora e oponente discutem com base nas apresentações realizadas. (10 minutos)
- A equipe oponente apresenta as suas considerações finais. (1 minutos)
- A equipe avaliadora questiona as equipes relatora e oponente. (3 minutos)
- A equipe avaliadora prepara a sua apresentação sobre o trabalho dos times relator e oponente. (2 minutos)
- A equipe avaliadora faz a sua apresentação. (4 minutos)
- A equipe relatora apresenta as suas considerações finais. (2 minutos)
- Os membros do júri questionam as equipes envolvidas. (5 minutos)
- Os membros do júri apresentam as suas notas para cada uma das equipes envolvidas.

Observações:
- Durante cada rodada, apenas um integrante de cada equipe pode se pronunciar ao público. Os demais membros da equipe podem ajudá-lo tecnicamente ou com dicas durante os momentos de preparação.
- Os tempos mencionados correspondem ao torneio internacional. Na etapa nacional, em geral, o tempo de apresentação do relator é de 10 minutos, o de discussão é de 6 minutos e o de apresentação do avaliador é de 3 minutos.
- No PF Final do torneio internacional, as equipes podem escolher previamente o problema a ser apresentado, com prioridade ao time com maior pontuação na fase classificatória. Portanto, neste caso, é omitido o desafio do oponente ao relator.
- Para o cálculo da pontuação obtida por cada equipe, considera-se a nota obtida como relator com peso 3, a nota como oponente com peso 2 e a nota como avaliador com peso 1.
- O peso da nota como relator é reduzido de 0,2 para cada rejeição que exceda uma quantidade limite estabelecida previamente pela organização do torneio. Na etapa internacional, o limite de rejeições é de 3 problemas, enquanto que na etapa nacional o limite é, em geral, fixado em 10 problemas.

## Torneio nacional

### De 2004 a 2007
Na primeira fase da competição no Brasil, foram realizadas quatro edições do torneio nacional do IYPT, cada qual premiando as cinco melhores equipes com uma vaga no time que representa o Brasl na etapa internacional. Entre 2004 e 2006, o evento ocorreu em São Paulo e, em 2007, em São José do Rio Preto.
A programação padrão previa a cerimônia de abertura numa noite de sexta-feira, duas sessões de PFs no sábado e uma última sessão de PF no domingo. No mesmo dia, era realizada a cerimônia de encerramento, incluindo o anúncio das equipes premiadas.

### Desde 2010
O IYPT Brasil voltou a ser disputado em 2010, organizado pela B8 Projetos Educacionais, com apoio da Escola Politécnica da USP e da Universidade Paulista (UNIP). Neste primeiro evento depois da interrupção de dois anos, o formato se manteve com a fase eliminatória baseada em relatórios técnicos e com o torneio nacional disputado em sessões de três Physics Fights ao longo de um fim de semana.
Como novidade, os melhores times foram selecionados para a disputa de um Physics Fight Final. Além disso, desde 2010 o evento brasileiro é a única edição do IYPT no mundo com transmissão de Physics Fights ao vivo pela internet. A partir de 2011, o evento ainda passou a ser utilizado para a formação do Time Nacional, que representa o Brasil na fase internacional do IYPT.
A partir da edição de 2013, as equipes passaram a ter a opção de enviar um Relatório Preliminar ainda no fim do ano anterior em troca de uma bonificação na pontuação da Fase Classificatória.

## Torneio internacional
O modelo de disputa da etapa internacional é o mesmo da etapa nacional, porém todas as apresentações são feitas em inglês.
São realizadas cinco sessões de PFs classificatórios e as três melhores equipes disputam um PF Final. As equipes finalistas recebem a medalhas de ouro e os cinco times a seguir conquistam medalhas de prata. Finalmente, o Comitê Organizador determina o número de equipes que recebem a medalha de bronze, de modo que o número de países premiados não seja superior a 50% dos participantes.
A etapa internacional é de grande visibilidade, atraindo a atenção de doutores, mestres, mídia especializada e empresas patrocinadoras.

## O Brasil no IYPT

### Resultados obtidos
O Brasil participou do IYPT pela primeira vez em 2004, em Brisbane (Austrália), quando obteve a 15.ª colocação. No ano posterior, em Winterthur (Suíça), o país obteve a sua melhor classificação, ao terminar no 7.º lugar e receber a medalha de bronze. Nos dois anos seguintes, o time brasileiro ficou em 13.º e em 17.º, em edições disputadas na Eslováquia e na Coreia do Sul, respectivamente.
Após não ser representado na competição internacional durante alguns anos, o país retornou ao IYPT na edição de 2011, no Irã, onde terminou em 15.º. No torneio de 2012, mesmo com a quantidade recorde de 28 países participantes, o Brasil voltou a figurar no Top 10 do ranking mundial, conquistando a medalha de bronze.

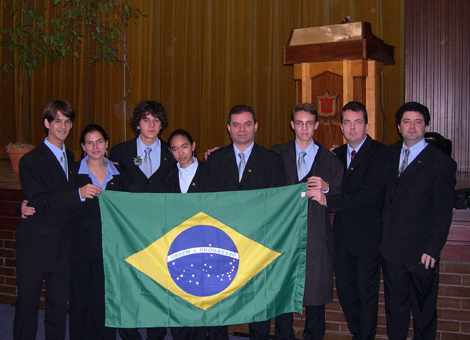
Equipe Brasileira do IYPT 2004.

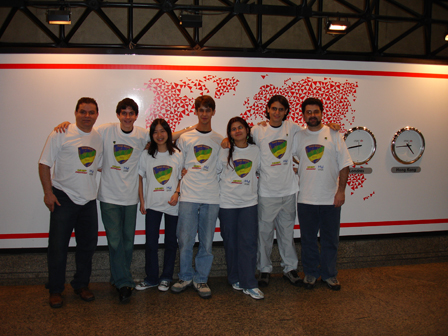
Equipe Brasileira do IYPT 2005.

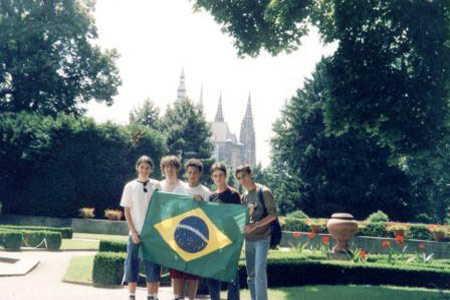
Equipe Brasileira do IYPT 2006.

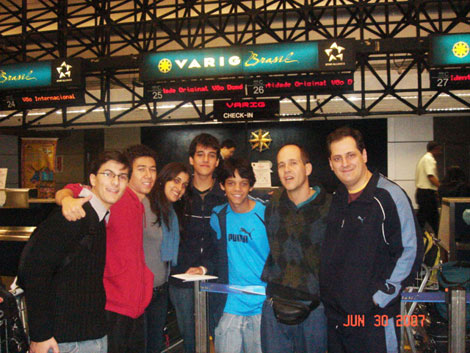
Equipe Brasileira do IYPT 2007.

| Ano  | País Sede     | Classificação do Brasil | Premiação | Países Participantes | País Vencedor |
| ---- | ------------- | ----------------------- | --------- | -------------------- | ------------- |
| 2004 | Austrália     | 15                      | -         | 24                   | Polónia       |
| 2005 | Suíça         | 7                       | Bronze    | 23                   | Alemanha      |
| 2006 | Eslováquia    | 13                      | Bronze    | 24                   | Croácia       |
| 2007 | Coreia do Sul | 17                      | -         | 21                   | Austrália     |
| 2011 | Irão          | 15                      | -         | 21                   | Coreia do Sul |
| 2012 | Alemanha      | 10                      | Bronze    | 28                   | Coreia do Sul |
| 2013 | Taiwan        | 7                       | Prata     | 26                   | Coreia do Sul |
| 2014 | Inglaterra    | 18                      | -         | 28                   | Singapura     |
| 2015 | Tailândia     | 5                       | Prata     | 27                   | Singapura     |
| 2016 | Rússia        | 14                      | Bronze    | 29                   | Singapura     |
| 2017 | Singapura     | 8                       | Prata     | 30                   | Singapura     |
| 2018 | China         | 5                       | Prata     | 32                   | Singapura     |
| 2019 | Polónia       | 6                       | Prata     | 36                   | Singapura     |

### Delegações brasileiras[5]
2004 - Brisbane, Austrália:
- Aron Heleodoro
- Diogo Rodrigues Bercito
- Emanuelle Roberta da Silva
- Luiza Almeida Aoki
- Victor de Andrade Lazarte
- Líderes: Ronaldo Fogo e Rui Christofoletti

2005 - Winterthur, Suíça:
- Daniel Nogueira Meirelles de Souza
- Diogo Rodrigues Bercito
- Emanuelle Roberta da Silva
- Juliana Ogassavara
- Marcelo Puppo Bigarella
- Líderes: Ronaldo Fogo e Sérgio Motta

2006 - Bratislava, Eslováquia:
- Daniel Fernando Pinto
- Felipe Vignon de Castro Rios
- Luciano Xavier Pereira
- Marcos Cardoso Ramos
- Pedro Lisbao
- Líderes: Ronaldo Fogo e Sérgio Motta

2007 - Seul, Coreia do Sul:
- Caio Costa Perona
- Camilla Matias Morais
- Diego Peres Alonso
- Kenji Ahualle Horimoto
- Luis Gustavo Costa Velani
- Líderes: Ricardo Godoy e Wagih Rassi

2011 - Teerã, Irão:
- Bárbara Cruvinel Santiago
- Danilo Moreira Simões
- Julliana dos Santos Frassei
- Lucas Henrique Morais[6]
- Mateus Braga de Carvalho
- Líder: Victor Fujii Ando

2012 - Bad Saulgau, Alemanha:
- Bárbara Cruvinel Santiago
- Guilherme Ribeiro Moreira
- Ibraim Rebouças
- João Gabriel Faria e Miranda
- Liara Guinsberg
- Líderes: Thiago Serra e Rawlinson Ibiapina

2013 - Taipé, Taiwan:
- Amanda Maria Marciano Leite Oliveira
- Denise Sacramento Christovam
- Gabriel Demetrius Bertoldo da Silva
- Liara Guinsberg
- Vitor Melo Rebelo

2014 - Shrewsbury, Inglaterra:
- Beatriz Silveira de Arruda
- Gabriel Demetrius Bertoldo da Silva
- Giovani Hidalgo Ceotto
- Leonardo Gushiken Yoshitake
- Lucas Levy Alves de Moraes

2015 - Nakhon Ratchasima, Tailândia:
- Diego Pinheiro de Moura
- Felipe Gomes de Melo D’Elia
- Matheus Henrique de Almeida Camacho
- Thiago Ferreira Kalife
- Thiago Ross-White Bergamaschi

2016 - Ecaterimburgo, Rússia
- Lucas Prado Vilanova
- Matheus Henrique de Almeida Camacho
- Pedro Henrique de Sousa Lopes
- Victor Hugo Miranda Pinto
- Vitor Daisuke Tamae

2017 - Singapura
- Matheus Laureano Nunes Barbosa
- Roberto Mitsuaki Saito
- Thomas Ross-White Bergamaschi
- Tiago Mambrim Flora
- Vitor Daisuke Tamae

2018 - Pequim, China
- Bruno Caixeta Piazza
- Gabriel Guerra Trigo
- Guilhermo Cutrim Costa
- Victor Cortez Crocia Barros
- Vinicius de Alcântara Névoa

2019 - Varsóvia, Polónia
- Eduardo Slikta
- Enzo Barbosa
- Luã Santos
- Vinicius Andreossi
- Vinicius de Alcântara Névoa

## Sedes e Vencedores do IYPT
| №  | Ano  | País Sede       | Cidade Sede       | Medalha de Ouro                                   | Medalha de Prata                                              |
| -- | ---- | --------------- | ----------------- | ------------------------------------------------- | ------------------------------------------------------------- |
| 1  | 1988 | União Soviética | Moscou            | ??                                                | ??                                                            |
| 2  | 1989 | União Soviética | Moscou            | Alemanha Ocidental e Bulgária                     | ??                                                            |
| 3  | 1990 | União Soviética | Moscou            | União Soviética                                   | ??                                                            |
| 4  | 1991 | União Soviética | Moscou            | Hungria                                           | ??                                                            |
| 5  | 1992 | Rússia          | Protvino          | Bielorrússia e Tchecoslováquia                    | Países Baixos e Rússia                                        |
| 6  | 1993 | Rússia          | Protvino          | Geórgia                                           | Ucrânia e Hungria                                             |
| 7  | 1994 | Países Baixos   | Groningen         | Chéquia e Rússia                                  | Geórgia                                                       |
| 8  | 1995 | Polónia         | Spała             | Alemanha                                          | Chéquia e Hungria                                             |
| 9  | 1996 | Geórgia         | Tskqaltubo        | Chéquia                                           | Alemanha e Georgia-2                                          |
| 10 | 1997 | Chéquia         | Cheb              | Hungria e Chéquia                                 | Bielorrússia                                                  |
| 11 | 1998 | Alemanha        | Donaueschingen    | Chéquia                                           | Alemanha e Polónia                                            |
| 12 | 1999 | Áustria         | Viena             | Alemanha                                          | Geórgia e Áustria                                             |
| 13 | 2000 | Hungria         | Budapeste         | Polónia                                           | Alemanha e Rússia                                             |
| 14 | 2001 | Finlândia       | Espoo             | Eslováquia                                        | Austrália e Alemanha                                          |
| 15 | 2002 | Ucrânia         | Odessa            | Polónia                                           | Bielorrússia e Alemanha                                       |
| 16 | 2003 | Suécia          | Uppsala           | Alemanha                                          | Coreia do Sul e Polónia                                       |
| 17 | 2004 | Austrália       | Brisbane          | Polónia                                           | Alemanha e Eslováquia                                         |
| 18 | 2005 | Suíça           | Winterthur        | Alemanha                                          | Bielorrússia e Estados Unidos                                 |
| 19 | 2006 | Eslováquia      | Bratislava        | Croácia                                           | Coreia do Sul e Alemanha                                      |
| 20 | 2007 | Coreia do Sul   | Seul              | Austrália                                         | Coreia do Sul e Nova Zelândia                                 |
| 21 | 2008 | Croácia         | Trogir            | Alemanha                                          | Croácia e Nova Zelândia                                       |
| 22 | 2009 | China           | Tianjin           | Coreia do Sul                                     | Áustria e Nova Zelândia                                       |
| 23 | 2010 | Áustria         | Viena             | Singapura, Áustria, Nova Zelândia e Coreia do Sul | Alemanha, Taipé Chinesa, Irão, Austrália, Eslováquia          |
| 24 | 2011 | Irão            | Teerã             | Coreia do Sul, Áustria, Alemanha                  | Taipé Chinesa, Irão, Eslováquia, Singapura                    |
| 25 | 2012 | Alemanha        | Bad Saulgau       | Coreia do Sul, Irão, Singapura                    | Bielorrússia, Alemanha, Taipé Chinesa, Suíça, Áustria         |
| 26 | 2013 | Taipé Chinesa   | Taipei            | Singapura, Coreia do Sul, Suíça                   | Polónia, Nova Zelândia, Eslováquia, Suécia, Brasil            |
| 27 | 2014 | Inglaterra      | Shrewsbury        | Singapura, Eslováquia, Polónia, China             | Coreia do Sul, Nova Zelândia, Taipé Chinesa, Rússia, Alemanha |
| 28 | 2015 | Tailândia       | Nakhon Ratchasima | Singapura, Polónia, China                         | Eslováquia, Brasil, Bulgária, Rússia, Coreia do Sul           |
| 29 | 2016 | Rússia          | Ekaterinburg      | Singapura, Alemanha, Suíça , Taipé Chinesa        | Coreia do Sul, Eslováquia, Nova Zelândia, China, Hungria      |
| 30 | 2017 | Singapura       | Singapura         | Singapura, Polónia, China, Hungria                | Nova Zelândia, Alemanha, Taipé Chinesa, Brasil, Chéquia       |
| 31 | 2018 | China           | Pequim            | Singapura, China, Alemanha, Coreia do Sul         | Brasil, Suécia, Eslováquia, Polónia, Ucrânia                  |
| 32 | 2019 | Polónia         | Varsóvia          | Singapura, Alemanha, Suíça , China                | Coreia do Sul, Brasil, Ucrânia, Nova Zelândia, Suécia         |

### Por país
| País           | Campeão                                 | Vice                        | Terceiro                    | Quarto                      |
| -------------- | --------------------------------------- | --------------------------- | --------------------------- | --------------------------- |
| Alemanha       | 6 (1989, 1995, 1999, 2003, 2005 e 2008) | 4 (1998, 2000, 2004 e 2006) | 4 (1996, 2001, 2002 e 2011) | -                           |
| Chéquia 1      | 4 (1994, 1996, 1997 e 1998)             | 2 (1992 e 1995)             | -                           | 1 (1993)                    |
| Singapura      | 4 (2010, 2013, 2014 e 2015)             | -                           | 1 (2012)                    | 1 (2009)                    |
| Coreia do Sul  | 3 (2009, 2011 e 2012)                   | 3 (2003, 2007 e 2013)       | 1 (2006)                    | 1 (2010)                    |
| Polónia        | 3 (2000, 2002 e 2004)                   | 1 (2015)                    | 4 (1991, 1998, 2003 e 2014) | 1 (2013)                    |
| Austrália      | 1 (2007)                                | 3 (2001, 2009 e 2010)       | -                           | 2 (2005 e 2006)             |
| Rússia 2       | 1 (1990)                                | 2 (1991 e 1994)             | 2 (1989 e 2000)             | 4 (1992, 1996, 1997 e 2004) |
| Bielorrússia   | 1 (1992)                                | 2 (2002 e 2005)             | 1 (1997)                    | 4 (1994, 1995, 1998 e 2012) |
| Geórgia        | 1 (1993)                                | 2 (1996 e 1999)             | 1 (1994)                    | -                           |
| Hungria        | 1 (1991)                                | 1 (1997)                    | 2 (1993 e 1995)             | 1 (1990)                    |
| Eslováquia     | 1 (2001)                                | 1 (2014)                    | 1 (2004)                    | 3 (2000, 2002 e 2003)       |
| Croácia        | 1 (2006)                                | -                           | 1 (2008)                    | -                           |
| Nova Zelândia  | -                                       | 1 (2008)                    | 3 (2007, 2009 e 2010)       | -                           |
| Áustria        | -                                       | 1 (2011)                    | 1 (1999)                    | 2 (2001 e 2008)             |
| Ucrânia        | -                                       | 1 (1993)                    | -                           | 1 (1999)                    |
| Irão           | -                                       | 1 (2012)                    | -                           | -                           |
| Letônia        | -                                       | 1 (1990)                    | -                           | -                           |
| Bulgária       | -                                       | 1 (1989)                    | -                           | -                           |
| Países Baixos  | -                                       | -                           | 2 (1990 e 1992)             | 2 (1989 e 1991)             |
| China          | -                                       | -                           | 1 (2015)                    | 1 (2014)                    |
| Estados Unidos | -                                       | -                           | 1 (2005)                    | 1 (2007)                    |
| Suíça          | -                                       | -                           | 1 (2013)                    | -                           |
| Brasil         | -                                       | -                           | -                           | 1 (2015)                    |
| Taiwan         | -                                       | -                           | -                           | 1 (2011)                    |

1.↑  Os resultados como Tchecoslováquia estão sendo incluídos.
2.↑  Os resultados como União Soviética estão sendo incluídos.

### Por Continente
| Confederação | Títulos | Vices | 3º lugar | 4º lugar        |
| ------------ | --- | ----- | -------- | --------------- |
| Europa       | 19 (1989, 1990, 1991, 1992, 1993, 1994, 1995, 1996, 1997, 1998, 1999, 2000, 2001, 2002, 2003, 2004, 2005, 2006 e 2008) |       |          |                 |
| Ásia         | 6 (2009, 2010, 2011, 2012, 2013 e 2014)                                                                                |       |          |                 |
| Oceania      | 1 (2007) |       |          |                 |
| América      | - | -     | 1 (2005) | 2 (2007 e 2015) |
| África       | - | -     | -        | -               |